# 프랭클린 델러노 루스벨트 기념관

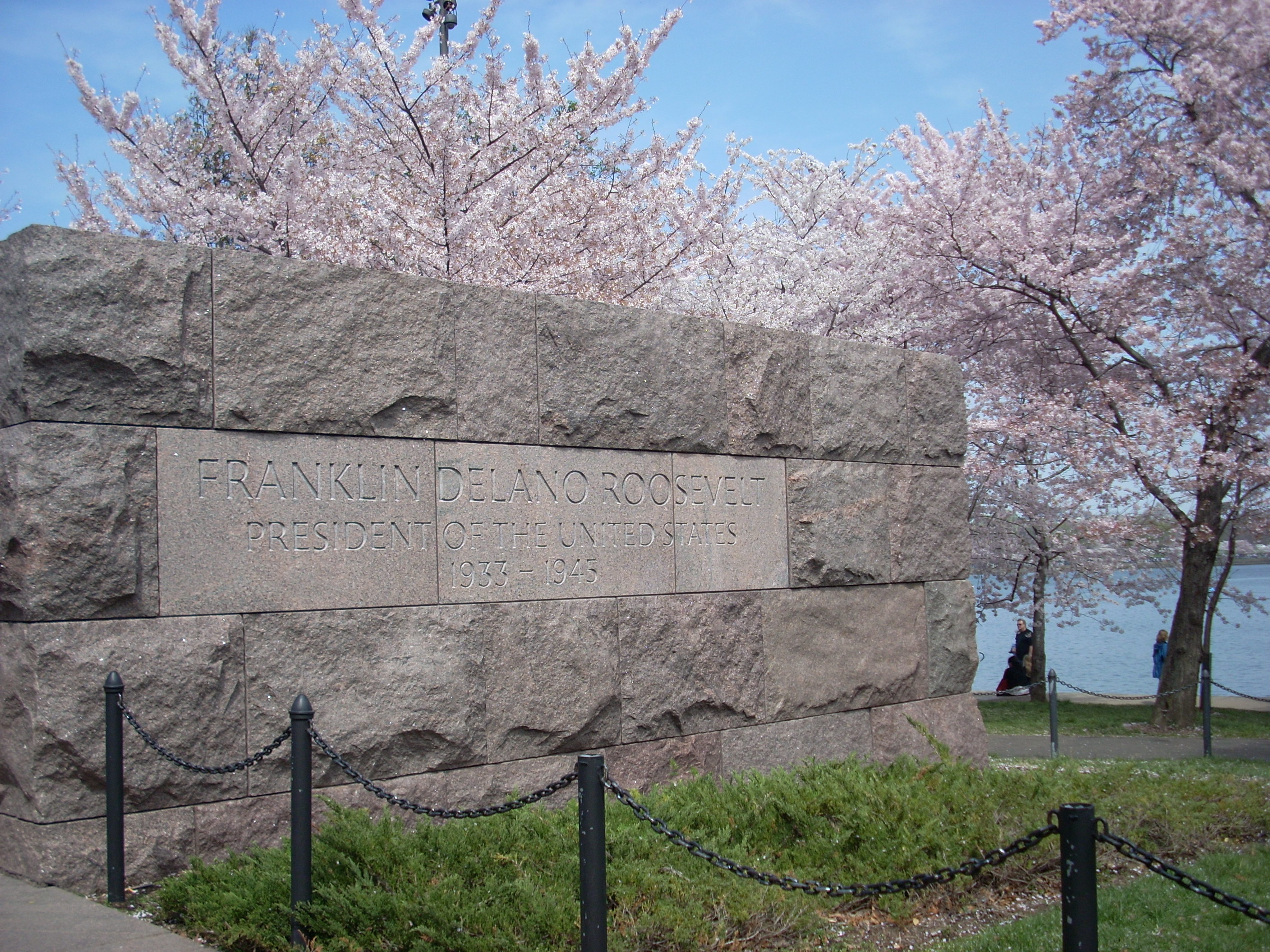
프랭클린 델러노 루스벨트 기념관

프랭클린 델러노 루스벨트 기념관(영어: Franklin Delano Roosevelt Memorial)은 미국의 수도 워싱턴 D.C.에 있는 미국 제32대 대통령 프랭클린 D. 루스벨트를 기념하여 건립된 기념물이다.